# الرأس (فلم)
الرأس فيلم عراقي من إنتاج عام 1976.

## أحداث الفيلم
تدور أحداث الفيلم حول سرقة رأس تمثال ملك الحضر سنطروق الثاني، فتبدأ الشرطة بمطاردة المهربين، إلى سوريا، ثم إلى لبنان، إلى أن يتم استرجاع الرأس.

## طاقم العمل

### تأليف
- فيصل الياسري.

### إخراج
- فيصل الياسري.[3]

### مونتاج
- صاحب حداد.

### تصوير
- ماجد كامل.

### موسيقى تصويرية
- حسين نازك.

### إنتاج
- المؤسسة العامة للسينما و المسرح.

### ممثلون
- طعمة التميمي.
- إبراهيم جلال.
- عبد الجبار كاظم.
- فوزية الشندي.
- لينا باتع.
- قاسم الملاك.
- قاسم محمد.
- فاضل خليل.
- سمر محمد.
- سليم كلاس.
- قائد النعماني.
- سامي قفطان.

## روابط خارجية
- مقالات تستعمل روابط فنية بلا صلة مع ويكي بيانات